# アニーのアトリエ 〜セラ島の錬金術士〜
『アニーのアトリエ 〜セラ島の錬金術士〜』（アニーのアトリエ セラとうのれんきんじゅつし）は、2009年3月12日に発売されたニンテンドーDS用ソフト。

## 概要
アトリエシリーズのDS第2作目。キャラクターデザインは和狸ナオ。前作『リーズのアトリエ 〜オルドールの錬金術士〜』とは設定や登場人物の一部を共有している。
当初は2009年1月29日に発売予定だったが、限定版の特典フィギュアの一部素材が食品安全基準を満たしておらず、同年3月12日に延期となった。

## システム

### リゾート開発
本作の最終目的はセラ島を観光地にすることである。セラ島には10の施設のうち5つを建てることができる。施設では様々な依頼を受けることができ、それをクリアしていくことで施設の人気が上がり、人気が一定に達するとその施設をリニューアルすることができる。

### アイテム関連
本作では「特徴」の付いた材料を使ったり、「中和剤」というアイテムを調合時に追加したりすることによって、アイテムに「特徴」を付けることができる。アイテム作成の依頼では「特徴」の付いたものを要求されることもあるため、必要になってくる。

## ストーリー
錬金術士の名家に生まれながら、面倒臭がり屋で無気力な少女・アニー・アイレンベルク。ある日、娘の怠惰ぶりに困った両親はアニーの祖父・ベートゲアに頼み、ベートゲアは寝ている間にアニーをリゾート開発地・セラ島に送り込む。目覚めたアニーは状況が飲み込めずに困惑していたが、アニーの教育係として一緒にいた妖精のペペにその事実を聞かされる。当初は、そのことに不満を持つアニーだったが、大会開催セレモニーで「リゾート開発に最も貢献した者は、マイスターの称号、莫大な賞金と共に王子の許嫁候補として王宮に入れる」という国王の発表を聞き、アニーは立派な玉の輿に乗るため奮闘するのだった。

## 登場人物
登場人物の中でリーズ、ジョエル王子、オルドール国王の3人は前作『リーズのアトリエ』から続投。

### 主要人物
アニー・アイレンベルク（Annie Eilenberg）
声 - 野中藍
本作の主人公。17歳。血液型：O型、身長：155cm、体重：42kg。
錬金術の名家に生まれ、自身も才能はあるが、面倒臭がり屋で何をするにも無気力な少女。努力や苦労を嫌い、他力本願で不自由の無い生活を送ろうと玉の輿を狙う。格好から、よく男と間違われる（ドラマCDではハンスが彼女の服を着ても胸元がキツイほどの貧乳らしい）。
ハンス・アーレンス（Hans Ahrens）
声 - 杉山紀彰
セラ島で行われる錬金術大会実行委員で、アニーの担当。19歳。血液型：A型、身長：172cm、体重：60kg。
本土から派遣された執政官。生真面目で堅物な性格。良家の出身で美形かつ有能だが、私服のセンスが悪く、女性と接する事も苦手と、世間知らずな所がある。
ペペ（Pepe）
声 - 沢城みゆき
ベートゲアに頼まれて、アニーの手助けをする妖精。身長：88cm。
外見は幼いが、実は成人。妖精の中では2番目に背が高く、「チビ」と言われると怒り、事あるごとにアニーを叩く。親分肌で厳格な性格。今まで偉大な錬金術士を何人も育ててきた。好物は、お菓子。
キルベルト・ハネス（Kilbert Hannes）
声 - 小杉十郎太
大剣・ブラハナッツを背負った剣士。23歳。血液型：AB型、身長：180cm、体重：78kg。
多くの武勇伝を持つ有名人で「キルベルト・サーガ」と呼ばれているが、真偽は不明。いかつい外見とは裏腹に、気さくで親しみやすいが、抜けた所もある。訳あって武器屋に行きたがらない。
ジェリア・クラウト（Jalia Kraut）
声 - あきやまかおる
騎士団に所属している女騎士。18歳。血液型：O型、身長：168cm、体重：53kg。
槍術の天才と言われるが、天然ボケで能天気な性格。騎士としても無自覚で、いつも仕事をサボっては、騎士団長に怒られている。好物は、強烈な味と臭いを持つ、薬草ジュース。
カイル・ユグラルド（Kyle Yugrald）
声 - 阪口大助
セラ島に機械を発達させるべくやってきた機械士。25歳。血液型：B型、身長：184cm、体重：69kg。
リゾート開発に貢献する為に機械を発明しているが、殆どが役に立たない物や失敗作で、いつも周囲を困らせている。容姿は良いが、無駄にテンションが高く、女好き。
ビュウ・シュリック（Vew Schlick）
声 - 白鳥哲
冒険者見習いの少年。15歳。血液型：A型、身長：163cm、体重：54kg。
ある事件を機に旅をしているが、極度の方向音痴で、街中に迷っては空腹で倒れている。訳あってギルドに所属する冒険者を嫌い、キルベルトとも不仲。義理人情に厚い。兄の形見のコンパスを大切にしている。
フィズ・エーベルリン（Fizz Eberlin）
声 - 小暮英麻
街のレストランのウェイトレス。11歳。血液型：A型、身長：142cm、体重：38kg。
普段はキツイ態度だが、アニーが錬金術で釜戸を直してくれた事から彼女を敬愛する、所謂ツンデレ。常にアニーの側にいるペペを妬み、彼を「チビ妖精」と呼ぶ等、口論が絶えない。口癖は「…です」。
リーズ（Lise） / リゼット・ランデル（Lisette Lander）
声 - 野川さくら
前作『リーズのアトリエ』の主人公。21歳。血液型：B型、身長：164cm、体重：48kg。
隣国から錬金術大会に参加しているが、あまり有名にはなりたくないらしい。先輩としてアニーに色々と助言するが、金にがめつく、前作をやったことのある人なら一目瞭然。

### ショップ店員
アマリリス（Amaryllis）
声 - 釜みな子
武器屋の女店主。27歳。血液型：AB型、身長：170cm、体重：54kg。
寡黙かつ無表情で、口調も冷たい。隻眼で、左目に眼帯を着用。かつては冒険者として活動していた。名前は当時の通称名で、本名は不明。
メルディア・オーケン（Meldia）
声 - 延近由美
図書館の司書。18歳。血液型：B型、身長：158cm、体重：48kg。
ジェリアとはセラ島に来る前からの親友。温厚で、おっとりとした性格だが、若干天然ボケ。基本的に敬語で話す。好物はスルメ。
ヤコブ・リーフマン（Jacob Liefmann）
声 - 桑原英人
道具屋の老主人。年齢は、75歳前後。血液型：O型。身長：156cm、体重：52kg。
気さくで温厚な性格。常に笑みを絶やさず、アニー達に対して孫の様に接する。
ブリギッテ・ゲイブリー (Brigitte Gabry)
声 - 奥平佳江
冒険者ギルドの女主人。30歳。血液型：O型、身長：168cm、体重：55kg。
昔は踊り子だった。気分屋で感情的だが、妖艶な色気を持つ。

### リゾート管理人
クララ・クレメンス（Clara Clemens）
声 - 高橋美知加
公園・スパの管理人。年齢は、26歳前後。血液型：A型、身長：158cm、体重：48kg。
心優しく、おっとりした性格の女性。花が好き。口癖は、「あらあら」「まあまあ」。
アルブレヒト（Albrecht）
声 - 井口龍太
劇場・美術館の管理人。年齢は、35歳前後。血液型：B型、身長：173cm、体重：61kg。
紳士的な男性。常に落ち着いており、取り乱す事は一切無い。芸術を愛し、美術品収集に余念が無い。
ヤスミーネ・バルツ（Jasmine Balz）
声 - 彩乃羽由貴
洋菓子店・バザールの管理人。年齢：22歳前後。血液型：B型、身長：162cm、体重：47kg。
常に自分の女性としての魅力を最大限に利用する事を考える、狡猾なぶりっ子。おしゃれや流行に敏感。ミュラーの双子の姉。
カナード・ディーゼル（Canard Diesel）
声 - 桑原英人
遊園地・ビーチの管理人。年齢は、20歳前後。血液型：O型。身長：175cm、体重：62kg。
美形の貴公子だが、女好きで軟派なナルシスト。実際は、三枚目な性格。
ミュラー・バルツ（Muller Balz）
声 - 堤原香菜
ホテル・水族館の管理人。年齢は、22歳前後。血液型：B型、身長：162cm、体重：47kg。
男装の麗人で、一人称は「オレ」。女々しさやぶりっ子を嫌う。ヤスミーネの双子の妹。キモカワイイものが好き。

### リゾートマスコット
イナタヴィードナヤサバーカ
劇場・美術館のマスコット。通称：イナタ。狸によく似た動物、タッソ族の雄。争いを好まない、お人好しな性格。一人称は「オラ」、口癖は「…ポコ」。
フックス
公園・スパのマスコット。狐によく似た動物、ルナール族の雄。狡猾な性格で、人の心を読み取る力を持つ。関西弁で話す。一人称は「ワイ」。
カッツエ
ホテル・水族館のマスコット。猫によく似た動物、フェーレース族の雄。聡明だが、高慢な性格。一人称は「我輩」、口癖は「…みゃ」。
ラビン
洋菓子店・バザールのマスコット。兎によく似た動物、クニークルス族の雌。リゾートマスコットの中で、唯一人語が話せない。名前は、アニーが付けたもの。
フロッシュ
遊園地・ビーチのマスコット。蛙によく似た動物、オエードフログ族の雄。江戸っ子気質で男気を重んじる頑固者。べらんめえ口調で話す。一人称は「オレ様」。

### その他の登場人物
クラウス（Kraus）
大会参加錬金術士の1人。26歳。血液型：B型、身長：182cm、体重：66kg。
かなり目立つ格好をしているが、お忍びで参加しているらしい。街では殆ど見掛けず、謎が多い。
ユリアン・ファニール (Julian Fahner)
錬金術の名家・ファニール家の後継者。14歳。血液型：AB型。身長：166cm、体重：47kg。
神童と呼ばれ、自身の能力を誇示しようと大会に参加する。自身の能力に自覚的な自信過剰で尊大な性格。
ジョエル王子（Prince Joel）
声 - 井口龍太
オルドール王国・第一王子。血液型：B型、身長：171cm、体重：62kg。
幼少時から、剣術、馬術、料理が上手。端正な容姿から女性にモテる。茸類が苦手。
ベートゲア（Bethgea）
声 - 村松康雄
アニーの祖父で、王国付き錬金術士。年齢は、70歳前後。血液型：O型、身長：162cm、体重：57kg
公の場では厳かに振る舞うが、実は悪戯好き。アニーを立派な錬金術士に教育する為に彼女をセラ島に送り込むが、実は楽しんでいるだけだったりする。
オルドール国王
声 - 影平隆一
初老の国王。通称：長髭王（長い髭が特徴だから）。年齢は、60歳前後。威厳があり、物静かで思慮深いが、突拍子も無い発想で物事を決める為、周囲を慌てさせるが、国民からは親近感を持たれている。

## 挿入歌
『Shiny』
作詞：青木香苗 / 作曲・編曲：阿知波大輔 / 歌：柳麻美